# Ranura d'expansió

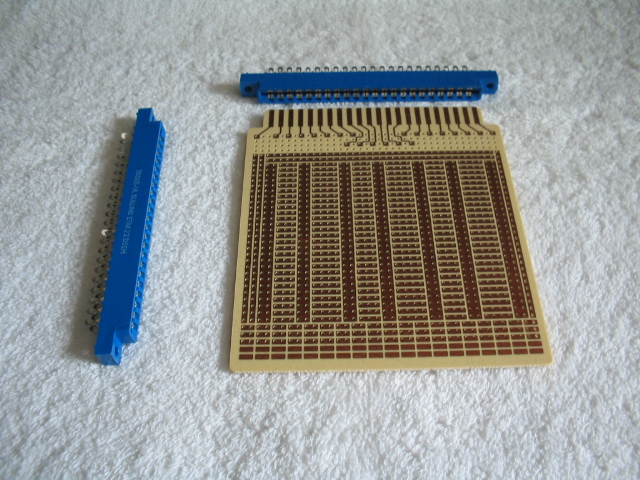
Ranures d'expansió de 44 pins (objectes blaus) i placa de circuits imprès. L‘slot mesura 3,5" (9 cm) amb 22 contactes a cada costat.

Una ranura d'expansió (o slot en anglès) és un element de la placa base d'un ordinador que permet connectar a aquesta una targeta addicional o d'expansió, la qual permet realitzar funcions de control de dispositius perifèrics, com ara monitors, impressores o unitats de disc.
Molts dispositius tradicionalment subministrats en targetes d'expansió són avui comunament integrats en la mateixa placa base, el que significa que els ordinadors modernes sovint no tenen cap targetes.

## Tipus
- ISA (Industry Standard Architecture), 8/16 bits: estàndard ara obsolet, abans utilitzat per a connectar perifèrics lents com la targeta de so o de fax.
- PCI (Peripheral Component Interconnect), 32/64 bits: històricament, les targetes de vídeo eren típicament dispositius PCI, però els creixents requisits d'amplada de banda aviat van superar les capacitats d'aquest bus.
- AGP (Accelerated Graphics Port), 32 bits: interfície que s'utilitza principalment per ajudar en l'acceleració de vídeo amb gràfics en 3D. Gradualment substituïda per l'estàndard PCIe a partir del 2004.
- PCI Express (o PCIe): nou estàndard de targetes d'expansió, dissenyat per substituir els antics busos PCI, PCI-X i AGP.

### Altres tipus (obsolets)
- Bus S-100
- NuBus
- Processor Direct Slot
- Slot 1